# Кампо Лимпидо-Фавале (Рим)
Кампо Лимпидо-Фавале је насеље у Италији у округу Рим, региону Лацио.
Према процени из 2011. у насељу је живело 3528 становника. Насеље се налази на надморској висини од 71 м.